# Milada Horáková
Milada Horáková [ˈmiˌlada ˈɦɔraːˌkovaː] (Praag, 25 december 1901 – aldaar, 27 juni 1950) was een Tsjechisch sociaaldemocratisch politica, doctor in de rechtsgeleerdheid, voorvechtster van vrouwenrechten, verzetsstrijdster ten tijde van de Tweede Wereldoorlog en een concentratiekampoverlevende. Horáková staat op de 36e plaats van de De Grootste Tsjech. Door haar kritiek op het Tsjecho-Slowaakse communistische regime is zij een doelwit geworden van de StB; de geheime politie. Horáková is een symbool van verzet geworden tegen het communisme, vanwege een showproces opgezet door de Communistische Partij van Tsjecho-Slowakije, vergelijkbaar met de Moskouse Processen, waarin zij ter dood is veroordeeld op basis van verzonnen beschuldigingen van: samenzwering en verraad. Zij is de enige vrouw die is geëxecuteerd door het communistische regime vanwege haar politieke overtuiging. Verzoeken voor het verlenen van clementie getekend door Winston Churchill, Albert Einstein, en Eleanor Roosevelt hebben niet mogen baten. De dag van haar executie is in Tsjechië de Herdenkingsdag voor de Slachtoffers van het Communistische Regime.

## Biografie

### Vroege leven
Horáková is geboren op 25 december, kerstdag, 1901 in Praag, als Milada Králová, dochter van Čeňek Král en Anna Králový. Praag was toentertijd een belangrijke stad in het keizerrijk Oostenrijk en onderdeel van het Oostenrijks-Hongaarse Rijk. Horáková was de tweede dochter van het gezin. Haar vader, een verkoper voor een potlodenfabrikant, was een aanhanger van de Realistische Partij (Tsjechisch: realistické strany) van de links-liberale Tomáš Masaryk, de latere eerste president van Tsjecho-Slowakije, die verregaande autonomie voorstond in het Tsjechische deel van het keizerrijk. Haar vaders politieke betrokkenheid heeft haar interesse voor politiek gewekt. In 1914 verloor zij haar oudere zuster Martička en haar jongere broer Jiříček die stierven aan de complicaties van de infectieziekte roodvonk. In 1915 werd haar jongere zuster Věra geboren.

### Activisme en opleiding
Ten tijde van de Eerste Wereldoorlog, in 1918 tijdens haar middelbareschooltijd aan het meisjesgymnasium in de Praagse wijk Vinohrady, nam zij deel aan een illegale betoging tegen de oorlog en werd hierdoor van school gestuurd, waardoor ze haar onderwijs moest vervolgen aan het meisjeslyceum en daar slaagde in 1921. Nadat ze was geslaagd ging ze direct rechten studeren aan de rechtenfaculteit van de Praagse Karelsuniversiteit. In 1920 op 18-jarige leeftijd werd Horáková zelf getroffen door roodvonk maar zij herstelde van de ziekte. In 1926 behaalde ze haar academische graad in de rechtsgeleerdheid. Tijdens haar studie ontmoette ze Bohuslav Horák, haar toekomstige echtgenoot, die toentertijd landbouweconomie studeerde.

### Voorloorlogse politieke carrière en huwelijk
Na haar studie ging zij werken bij de Praagse gemeenteraad en de Nationale Vrouwenraad, alwaar zij wetsvoorstellen voor het bevorderen van vrouwenrechten voorbereidde, evenals voorstellen waarin de gelijkheid van vrouwen in de samenleving en bij sociale geschillen zouden worden gegarandeerd. Tevens streed zij ervoor dat vrouwen zouden worden aangenomen door werkgevers gebaseerd op hun kwalificaties en hun kwaliteit van werk. In 1927 trad zij in het huwelijk met haar studievriend, radioredacteur en -regisseur Bohuslav Horák, met wie zij in 1933 hun enige dochter Jana kreeg. Zij gingen wonen in de Praagse wijk Smíchov. Op de treden van het Rudolfinum, dat toentertijd dienstdeed als parlementsgebouw van de Tsjecho-Slowaakse republiek, ontmoette zij oprichtster van de Nationale Vrouwenraad en feministisch senatrice Františka Plamínková van wie zij later assistente werd en met wie zij een sterke vriendschapsband ontwikkelde. In 1929 wordt ze lid van de Tsjecho-Slowaakse Volkssocialistische Partij een conservatief sociaal-liberale partij. In deze periode tot aan begin van de Tweede Wereldoorlog reisde zij frequent naar diverse Europese landen alwaar zij lezingen gaf over onder andere vrouwenrechten. Onder andere in 1930 bezoekt ze Den Haag voor een conferentie over de codificatie van het internationaal recht. Nadat, door het Verdrag van München, Sudetenland onderdeel was geworden van nazi-Duitsland hielp Horáková Tsjechische vluchtelingen vanuit het bezette gebied naar het binnenland van Tsjechië.

### De Tweede Wereldoorlog
Kort voor de bezetting van Tsjecho-Slowakije door nazi-Duitsland, werd Horáková gedwongen om ontslag te nemen bij de gemeenteraad van Praag. Ze sloot zich aan bij een verzetsgroep genaamd Wij Blijven Trouw (Tsjechisch: My zůstáváme věrni) waarbij zij tijdens de bezetting onderdak regelde voor onderduikers en informatie doorspeelde aan spionnen. Op 2 juli 1940 werd zij samen met Bohuslav, haar echtgenoot, gearresteerd door de nazi's. Ze is naar verluidt op brute wijze verhoord door de nazi's maar heeft nooit informatie vrijgegeven. De daarop volgende twee jaren zat zij gevangen in Praag. Nadat Operation Anthropoid succesvol is gebleken, namelijk de aanslag op het leven van Reichsprotektor Reinhard Heydrich van het Protectoraat Bohemen en Moravië op 27 mei 1942, werd Horáková overgebracht naar concentratiekamp Theresienstadt. Aldaar had zij een kort weerzien met senatrice en goede vriendin Františka Plamínkova, zij werd op 30 juni 1942 gefusillieerd op de militaire schietbaan in de Praagse wijk Kobylisy. Ook Bohuslav, Horáková's echtgenoot, was naar Theresienstadt gedeporteerd echter een weerzien werd hen niet toegestaan. Vervolgens is ze in juni 1944 overgebracht naar gevangenissen in respectievelijk Leipzig en Dresden. In oktober 1944 werd Horáková aanvankelijk ter dood veroordeeld, maar de uitspraak werd omgezet in een gevangenisstraf van acht jaar. In de lente van 1945 werd Horáková bevrijd door Amerikaanse troepen toen zij gevangen zat in Aichach, in de Duitse deelstaat Beieren.

### Hervatting politieke carrière en staatsgreep door communisten
Na de bevrijding in mei 1945 werd Horáková voor het eerst in vier jaar weer herenigd met haar echtgenoot Bohuslav en dochter Jana. Jana had de oorlogsjaren doorgebracht in het huishouden van Horáková's jongere zuster Věra. De Tsjecho-Slowaakse democratische president Edvard Beneš overtuigde haar om terug te keren bij de Tsjecho-Slowaakse Volkssocialistische Partij en zij werd in oktober verkozen tot lid van het parlement in de Derde Tsjecho-Slowaakse Republiek. Tevens werd ze voorzitster van de raad van Tsjecho-Slowaakse vrouwen en vice-voorzitster van de Unie van Bevrijde Politiekgevangenen. In haar werk had Horáková regelmatig aanvaringen met de communisten en de sociaaldemocraten over buitenlandbeleid en strafrecht. Zo verzette zij zich tegen de hevige focus op de Sovjet-Unie en de uitsluiting van het Westen, en bekritiseerde ze de willekeur waarmee werd gestraft in rechtbanken. Al snel kregen de communisten meer en meer macht en werden de banden met de Sovjet-Unie verstevigd. Horáková realiseerde zich dat Tsjechoslowakije haar betrekkingen met het Westen moest verstevigen om Jozef Stalin te kunnen bevechten. Na iets meer dan tweeënhalf jaar, in februari 1948, werd zij gedwongen haar zetel op te geven, na de Praagse Coup waarbij de communistische partij van Tsjecho-Slowakije, met steun van de Sovjet-Unie, de macht greep in het land en Tsjecho-Slowakije als laatste zich voegde bij de landen van het Oostblok. Na de staatsgreep werd Horáková bij alle organisaties uitgeschreven en aangemerkt als persona non grata. Horáková kreeg de mogelijkheid te vluchten naar het buitenland maar besloot toch in Tsjecho-Slowakije te blijven om haar democratische idealen te blijven verspreiden. Ze werkte samen met illegaal verklaarde organisaties en onderhield contacten met politici in ballingschap.

### Arrestatie

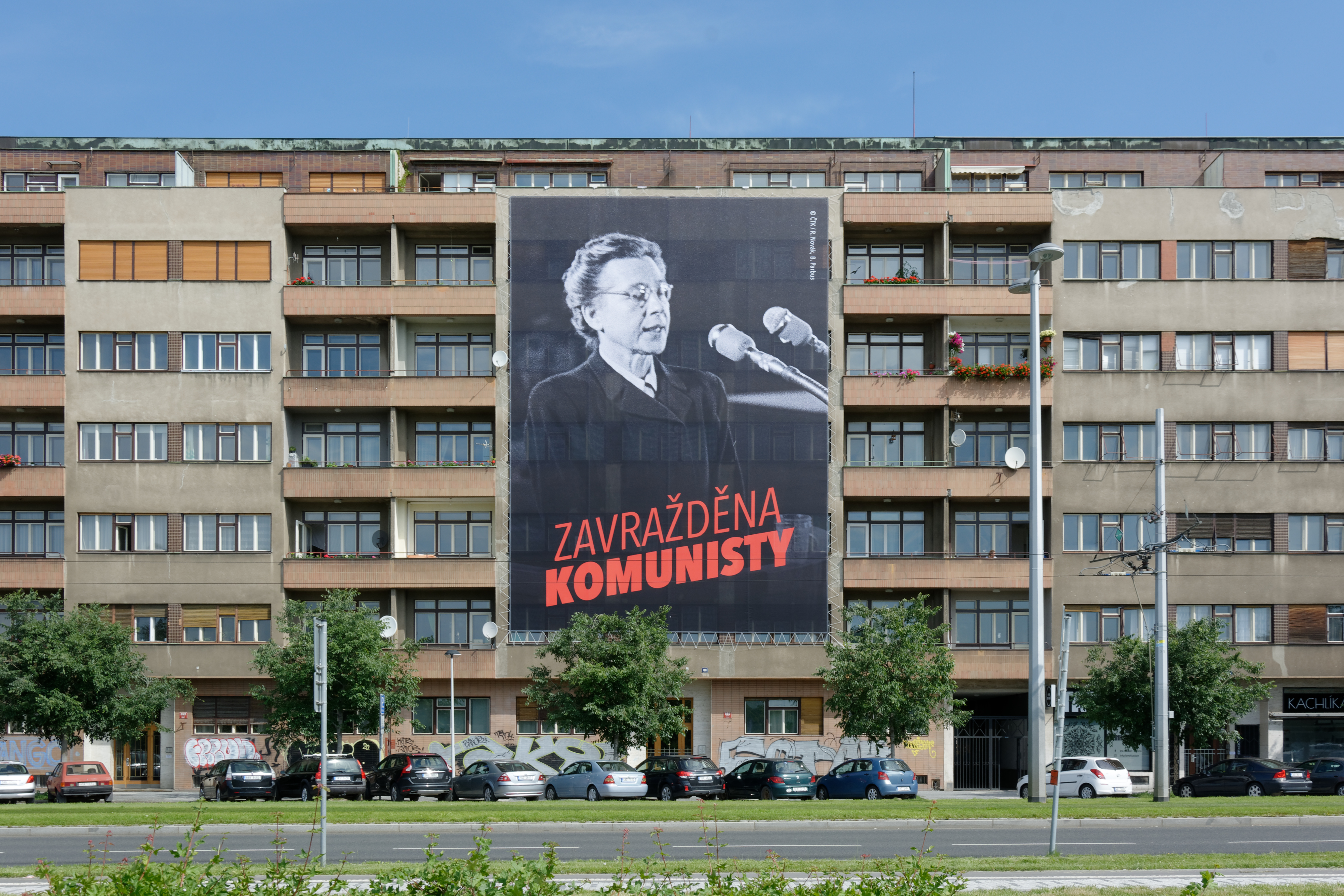
Op 27 juni 2020 hing een groot spandoek ter herdenking aan Horáková, aan de façade van een flatgebouw aan Ulice Milady Horákové (Milada Horákovástraat) in Praag, exact 70 jaar na haar executie. Op het spandoek staat de tekst: Zavražděna komunisty (Vermoord door communisten).

Op 27 september 1949 werd Horáková gearresteerd op verdenking van samenzwering en verraad met als doel om het regime omver te gooien. Bohuslav, haar echtgenoot, kon onderduiken en later vluchten naar de Verenigde Staten. Om de arrestatie te legitimeren werden gefalsificeerde foto's van wapens en nationaalsocialistische propaganda aan het publiek getoond die men zogenaamd bij Horáková thuis zou hebben aangetroffen. De openbare rechtszaak begon op 31 mei 1950 en werd gevoerd volgens een script, naar voorbeeld van de Moskouse Processen in de jaren '30 georganiseerd door de Sovjets als onderdeel van de Grote Zuivering. De zitting werd uitgezonden op de radio en beelden werden getoond in filmjournaals. Het was niet ongewoon om een zaak uit te voeren via een script, vaak was de gedaagde dermate gemarteld dat hij zich aan het script hield. Horáková weigerde echter haar rol te spelen. In haar laatste verklaring voor de rechtbank zei ze:
| Wat ik heb gedaan, heb ik bewust gedaan. Ik neem volle verantwoordelijkheid voor mijn daden en dat is waarom ik de straf zal accepteren die mij wordt gegeven. Ik heb tegen de staatsveiligheidsautoriteiten gezegd dat ik achter mijn overtuiging sta. — Vertaalde rechtbankverklaring van Milada Horáková |

Veel Tsjechen waren ervan overtuigd dat de processen oprecht waren en geloofden ook in de schuld van de gedaagden. De beruchte officier van justitie Josef Urválek heeft de doodstraf geëist voor Horáková en die is ook opgelegd. Horáková heeft haar dochter Jana nog één keer 20 minuten mogen zien, op 26 juni 1950, één dag voor haar executie.

#### Laatste brief
In de dodencel heeft Horáková aan een aantal mensen een laatste brief geschreven. De bekendste brief is de lange brief aan haar dochter Jana die zij schreef in de vroege ochtend van 27 juni 1950 kort voor haar executie. Het is een lange brief waarin Horáková haar dochter probeert een aantal levenslessen mee te geven. Jana heeft de brief pas 40 jaar later ontvangen, na de Fluwelen Revolutie in november 1989 waarbij het communistische regime omver is geworpen.

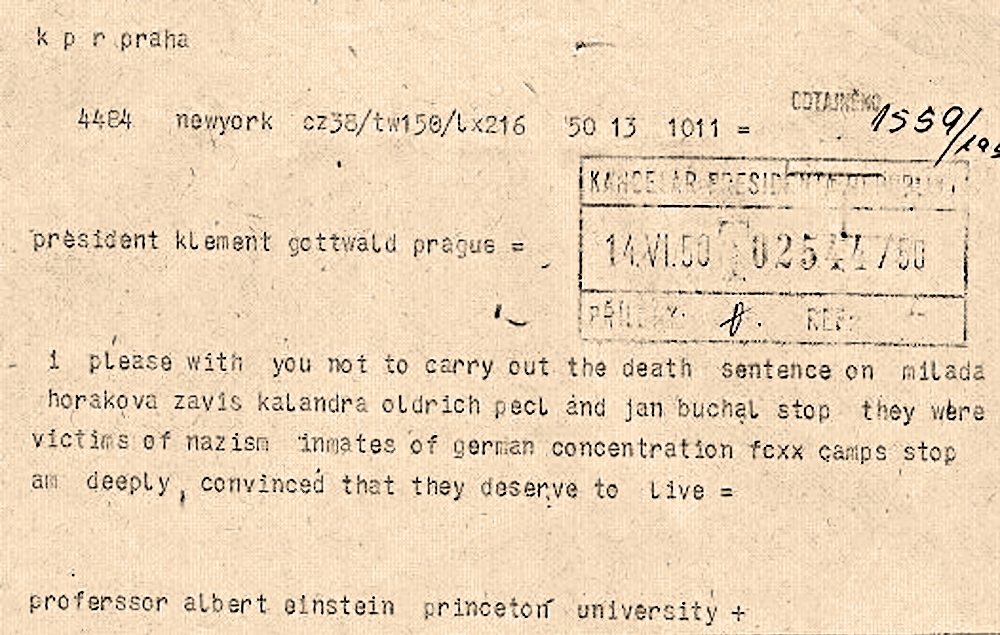
Telegram van Albert Einstein waarin hij een verzoek doet om het leven van Horáková te sparen.

| Wees niet bang en verdrietig omdat ik niet meer terugkeer. Leer, mijn kind, om vroeg naar het leven te kijken als een serieuze zaak. Het leven is hard, het legt niemand in de watten en voor elke streling geeft het je tien klappen. Laat je dit snel gewennen, maar laat het je niet verslaan. Besluit om te vechten. Heb moed en duidelijke doelen en je zult het leven overwinnen. Veel is nog onduidelijk voor jouw jonge geest, en ik heb geen tijd meer over om dingen aan je uit te leggen die je me wilt vragen. Op een dag, wanneer je groot bent, zul je jezelf afvragen waarom jouw moeder, die veel van je hield en wier grootste geschenk jij was, haar leven zo vreemd leidde. Misschien zul je dan de juiste oplossing vinden voor dat probleem, misschien een betere dan ik jou vandaag zelf zou kunnen geven. — Vertaalde passage uit de laatste brief van Milada Horáková aan haar dochter Jana. Geschreven op: 27 juni 1950 |

### Executie
Op 27 juni 1950, de dag van executie, zou Horáková als laatste van in totaal vier terdoodveroordeelden worden geëxecuteerd. De mensen die haar voorgingen waren: Jan Buchal (1913-1950), een staatsveiligheidsfunctionaris; Oldřich Pecl (1903-1950), een voormalig mijndirecteur; en Záviš Kalandra (1902–1950), een journalist. Om 05:35, op de binnenplaats van de Pankrác-gevangenis, werd Horáková opgehangen aan de korte galg. Zij maakte geen val, brak hierdoor niet haar nek, en is volgens ooggetuigenverslagen langzaam verstikt door de strop om haar hals. Na 14 minuten werd zij door een aanwezig arts doodverklaard. Haar lichaam is in een gesloten en anonieme kist gecremeerd. Een urn met haar as of enige overblijfselen zijn niet overhandigd aan de familie en ook nooit teruggevonden. Hierdoor is er een cenotaaf geplaatst ter ere van Horáková op het Vyšehradkerkhof. Milada Horáková-Králová is 48 jaar oud geworden.

## Rehabilitatie
Het vonnis tegen Horáková werd nietig verklaard in juni 1968 tijdens de Praagse Lente, maar vanwege de inval door de landen van het Warschaupact die daarop volgde kon Horáková's reputatie niet volledig worden gerehabiliteerd tot na de Fluwelen Revolutie in 1989 door president Václav Havel. Een belangrijke hoofdweg, in het gemeentelijke district Praag 7, nabij de heuvel Letná in de wijk Bubeneč, is in 1990 naar haar vernoemd; Ulice Milady Horákové. In 1991 werd haar postuum de Orde van Tomáš Garrigue Masaryk (1e klasse) toegekend. Tevens werd in 1991 besloten dat 27 juni, de dag waarop Horáková is geëxecuteerd, de Herdenkingsdag voor de Slachtoffers van het Communistische Regime zal zijn in Tsjechië.

## Monument

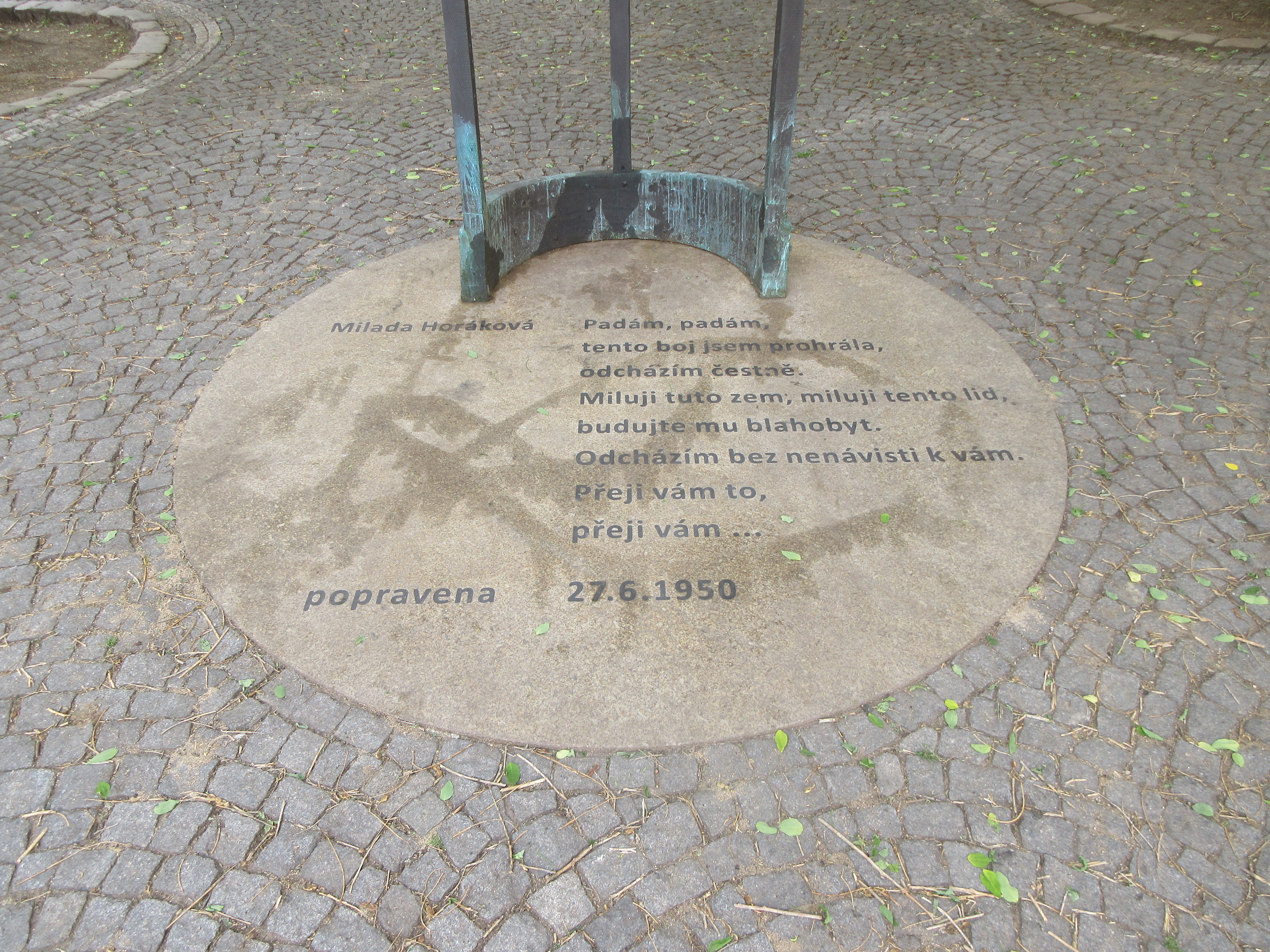
Gedicht bij het monument

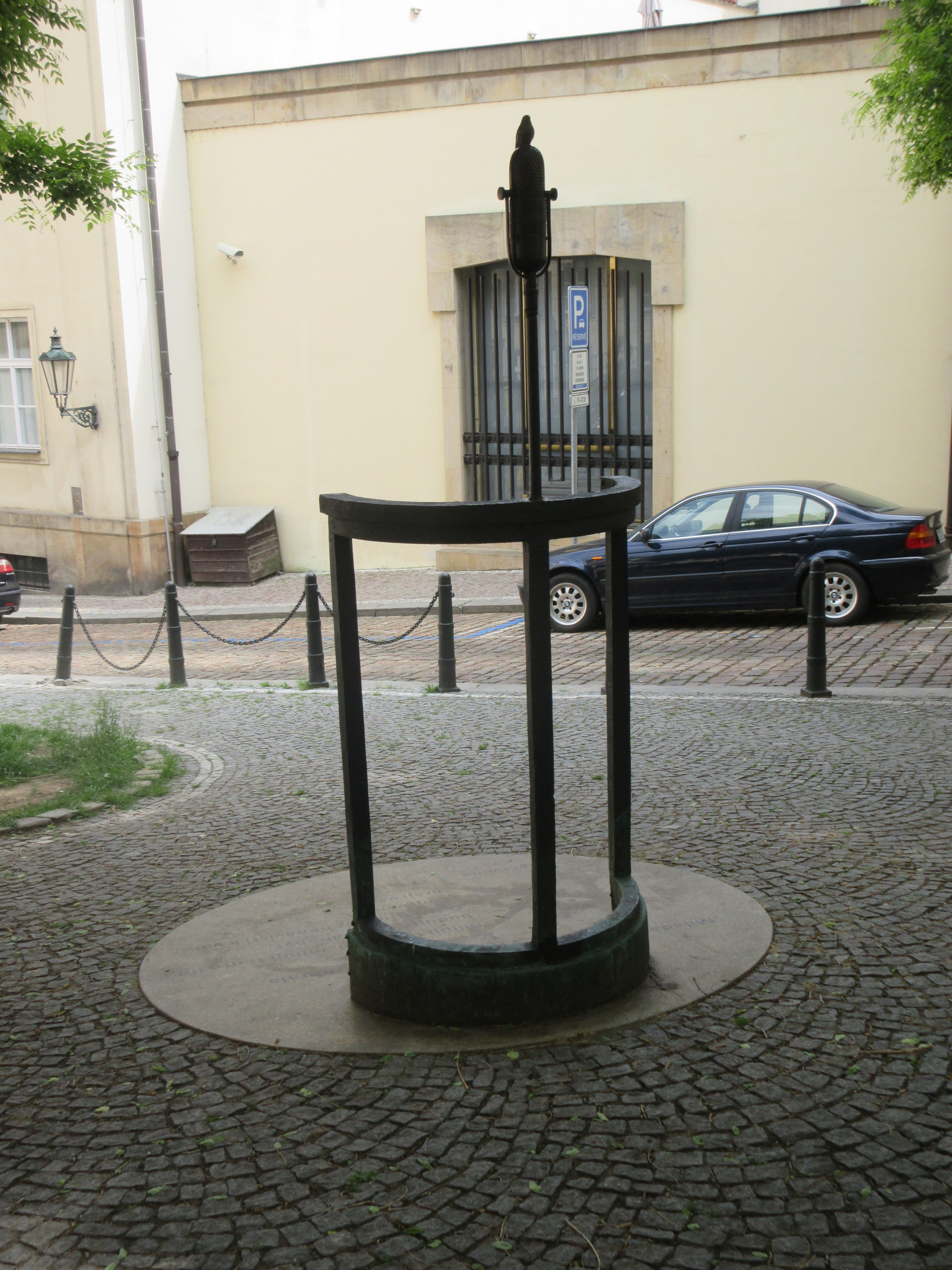
Monument ter ere van Horáková

Op 16 november 2015, in het noorden van de wijk Malá Strana, te Praag, aan Pětikostelní náměstí (Nederlands: Vijfkerkenplein), is een monument onthuld ter ere van Horáková. Het monument is vervaardigd door de kunstenaar Josef Faltus. Het monument is in de vorm van het rechtbankhekje, vergelijkbaar met het type hekje van waarachter zij zich verweerde tijdens haar strafproces. Op het rechtbankhekje staat een microfoon en op de microfoon zit een vogeltje; een veldleeuwerik. De vogel symboliseert Horáková die als ware is veranderd in het vogeltje, klaar om weg te vliegen naar haar vrijheid.
Op de voet van het monument staat een gedichtje van Horáková, overgenomen uit haar laatste brief aan haar familie. Deze brief schreef zij in de Pankrác-gevangenis omstreeks half drie in de vroege ochtend van 27 juni 1950, de dag van haar executie.
| Tsjechisch | Nederlandse vertaling |
| --- | --- |
| Padám, padám tento boj jsem prohrála, odcházím čestně. Miluji tuto zem; miluji tento lid, budujte mu blahobyt. Odcházím bez nenávisti k vám. Přeji vám to, přeji vám... | Ik val, ik val, ik heb dit gevecht verloren, ik vertrek met eer. Ik houd van dit land, ik houd van deze mensen, bouw hun welvaart op. Ik vertrek zonder je te haten. Ik wens het voor je, ik wens dat voor je... |

| Ik ga met opgeheven hoofd - men moet ook in staat zijn te verliezen. Het is geen schande. Zelfs een vijand verliest geen respect wanneer hij oprecht en eerlijk is. Men sneuvelt in de strijd en wat is het leven behalve een strijd? — Vertaalde passage uit de laatste brief van Milada Horáková aan haar familie. Geschreven op: 27 juni 1950 |

## Milada 70: Zavražděna komunisty
27 juni 1950, de executiedatum van Horáková, is in Tsjechië de Herdenkingsdag voor de Slachtoffers van het Communistische Regime. Op 27 juni 2020 was het exact 70 jaar geleden dat Horáková is geëxecuteerd. Om haar te herdenken heeft men in Praag op een groot aantal verschillende plekken grote spandoeken of posters opgehangen met daarop een foto van Horáková in de rechtbank met daarover de boodschap vermoord door communisten in het Tsjechisch. Deze waren onder andere terug te vinden hangend aan een flatgebouw aan de Milada Horákovástraat; binnen in het Nationaal Technisch Museum; aan de façade van de Nationale Galerie Praag: locatie Palác Kinských in de wijk Staré Město Oude Stad; en bij de entree van de Karelsuniversiteit. Tevens waren er lichtprojecties van Horáková of de tekst zavražděna komunisty door heel de binnenstad van Praag te vinden.

## Galerij: monumenten ter ere van Horáková

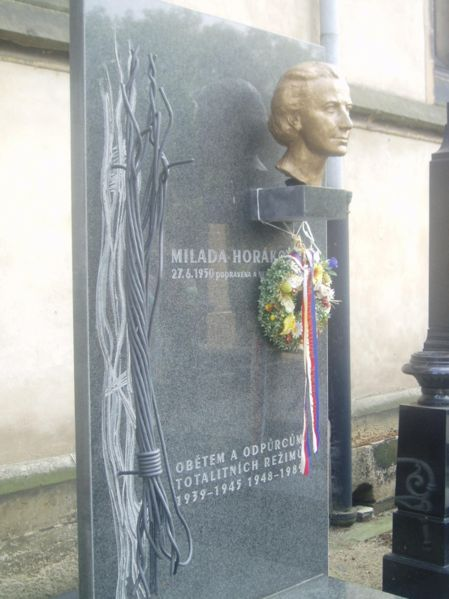
Cenotaaf van Horáková op het Vyšehradkerkhof te Praag
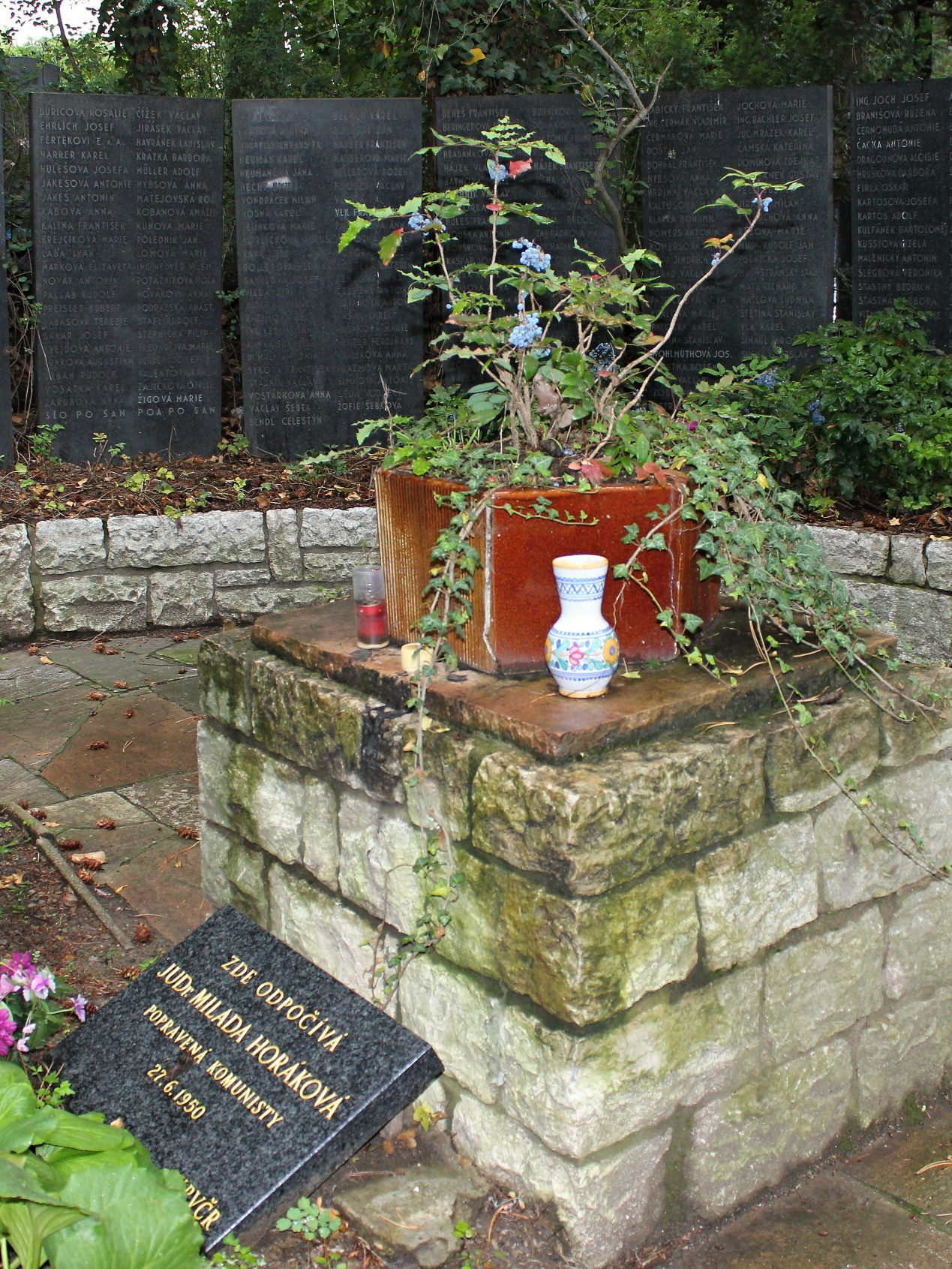
Cenotaaf van Horáková op het crematorium van Strašnice te Praag
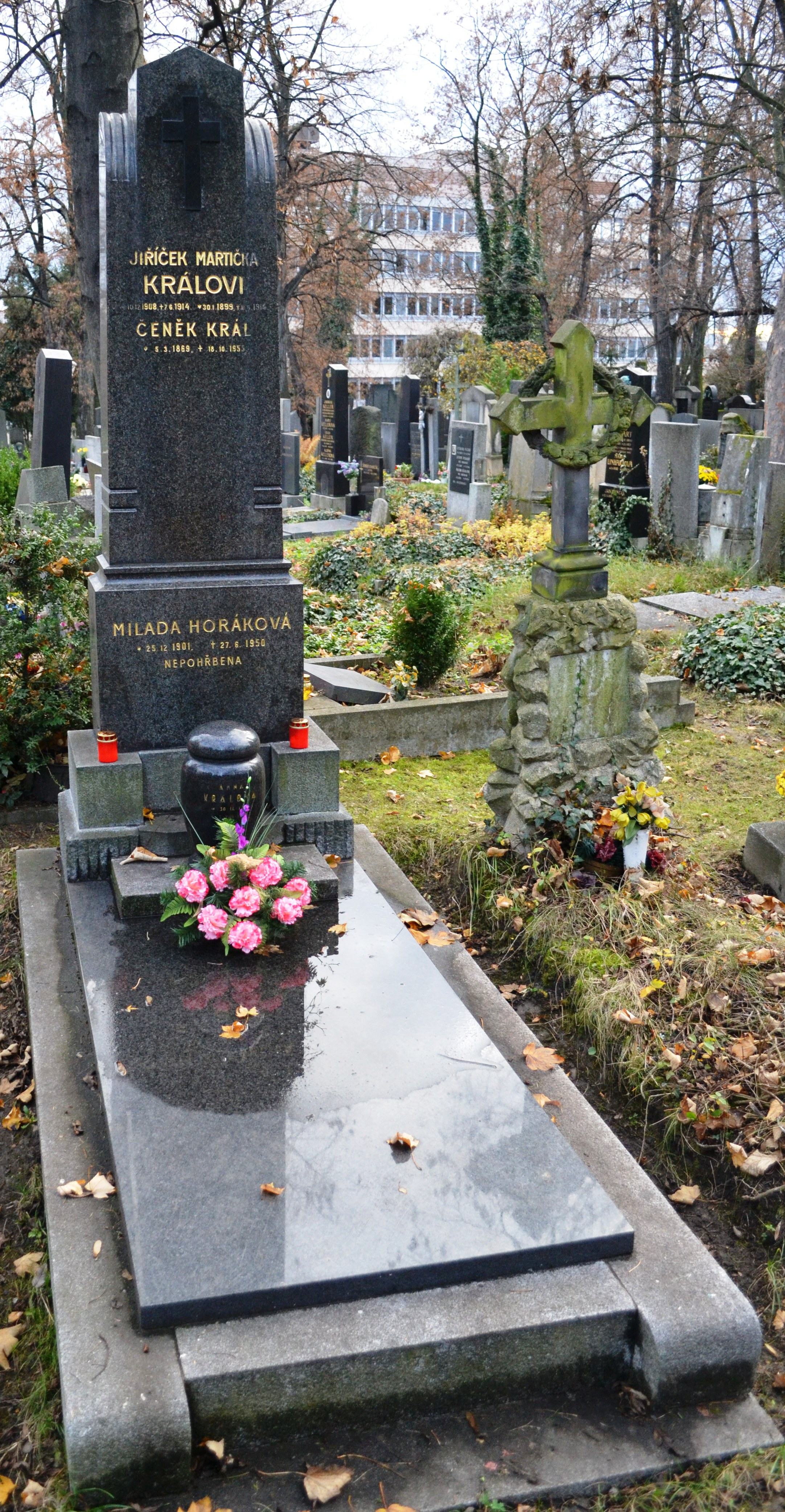
Cenotaaf van Horáková op het Vinohradykerkhof te Praag
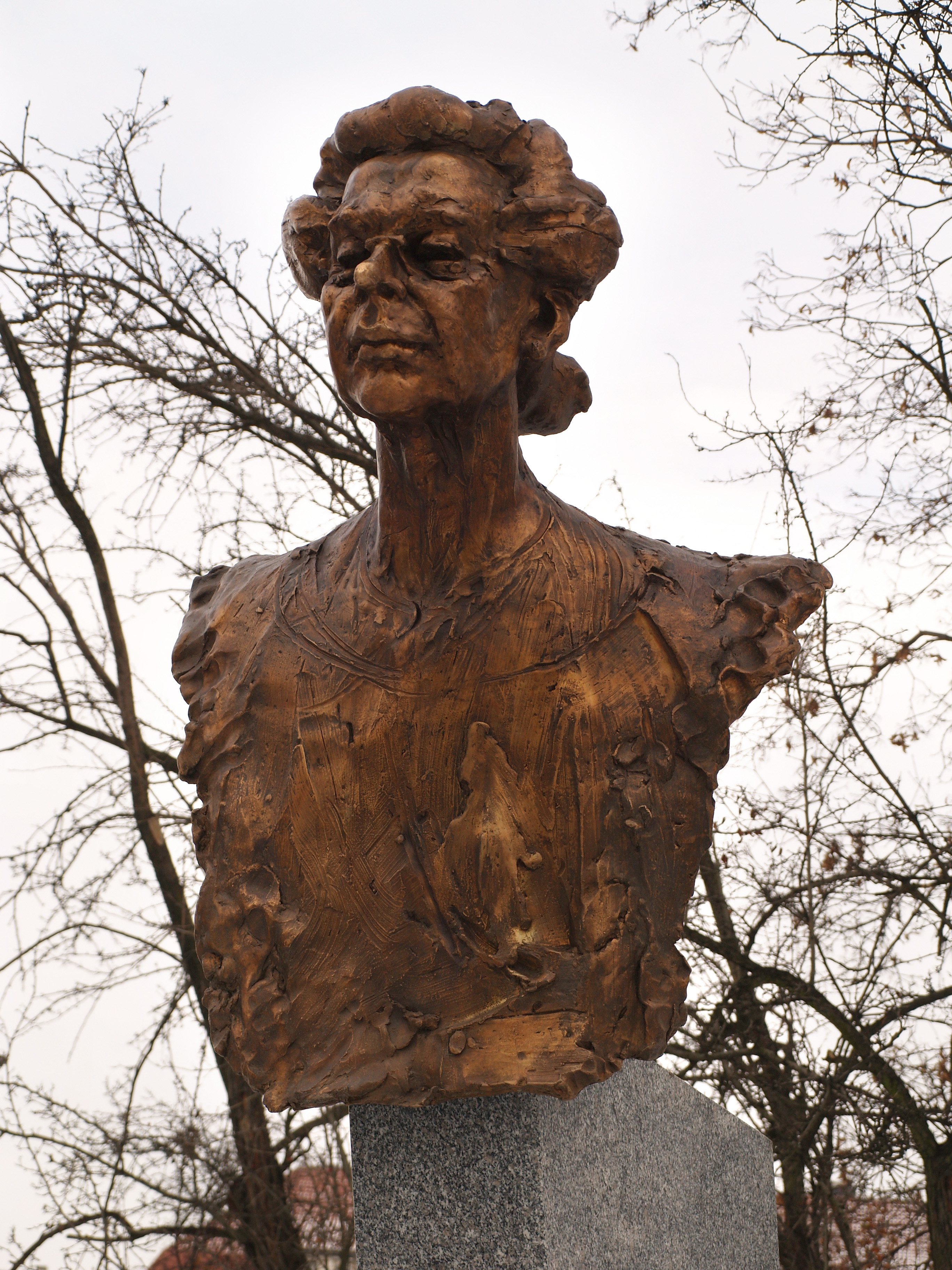
Buste van Horaḱová voor de Pankrácgevangenis te Praag
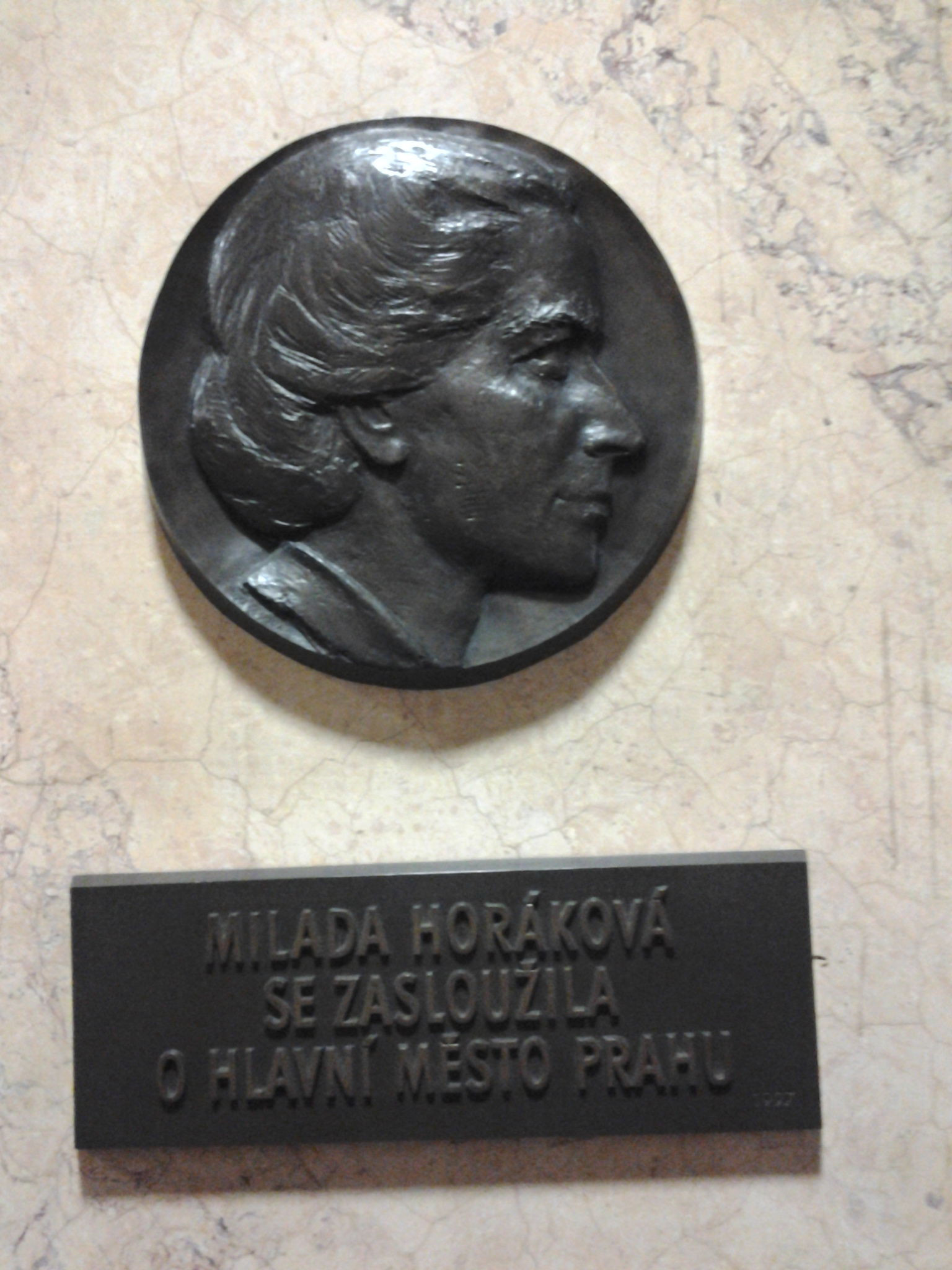
Portretmedaille van Horáková in het trappenhuis van het Nieuwe Gemeentehuis te Praag
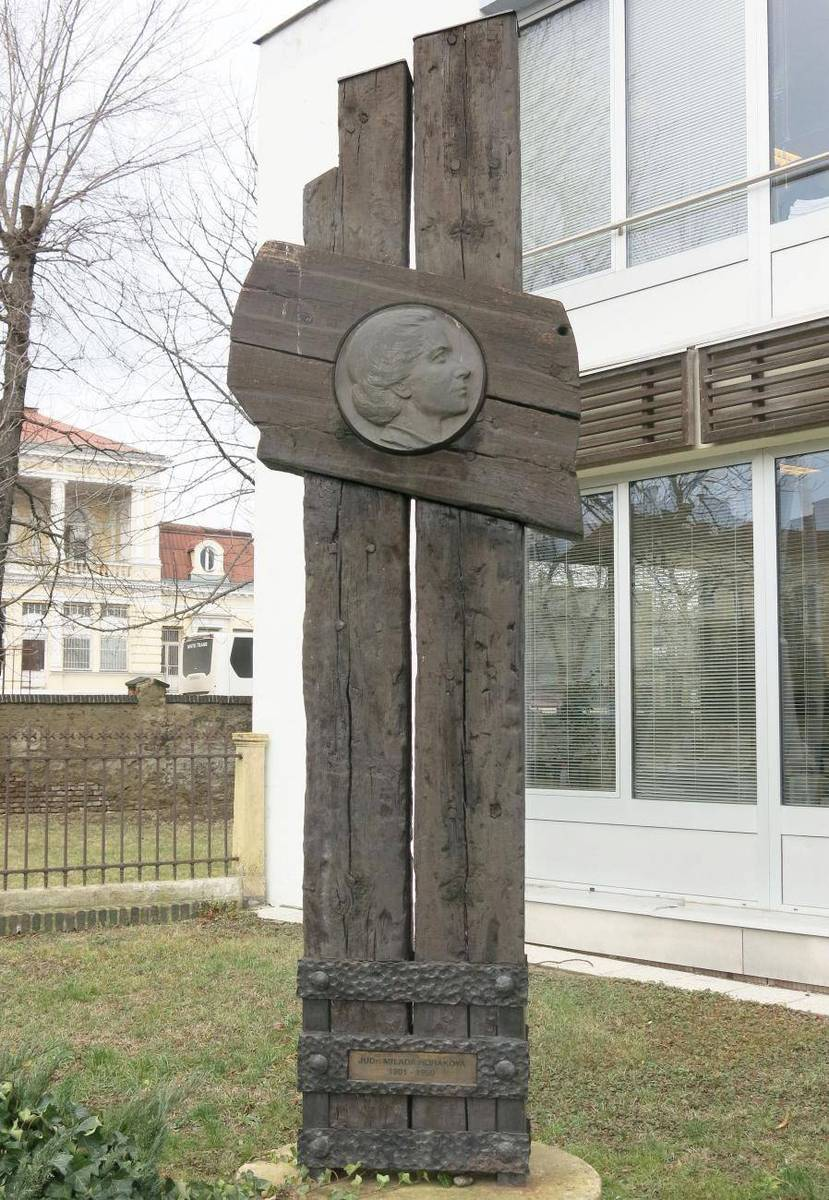
Monument ter herinnering aan Horáková te Teplice
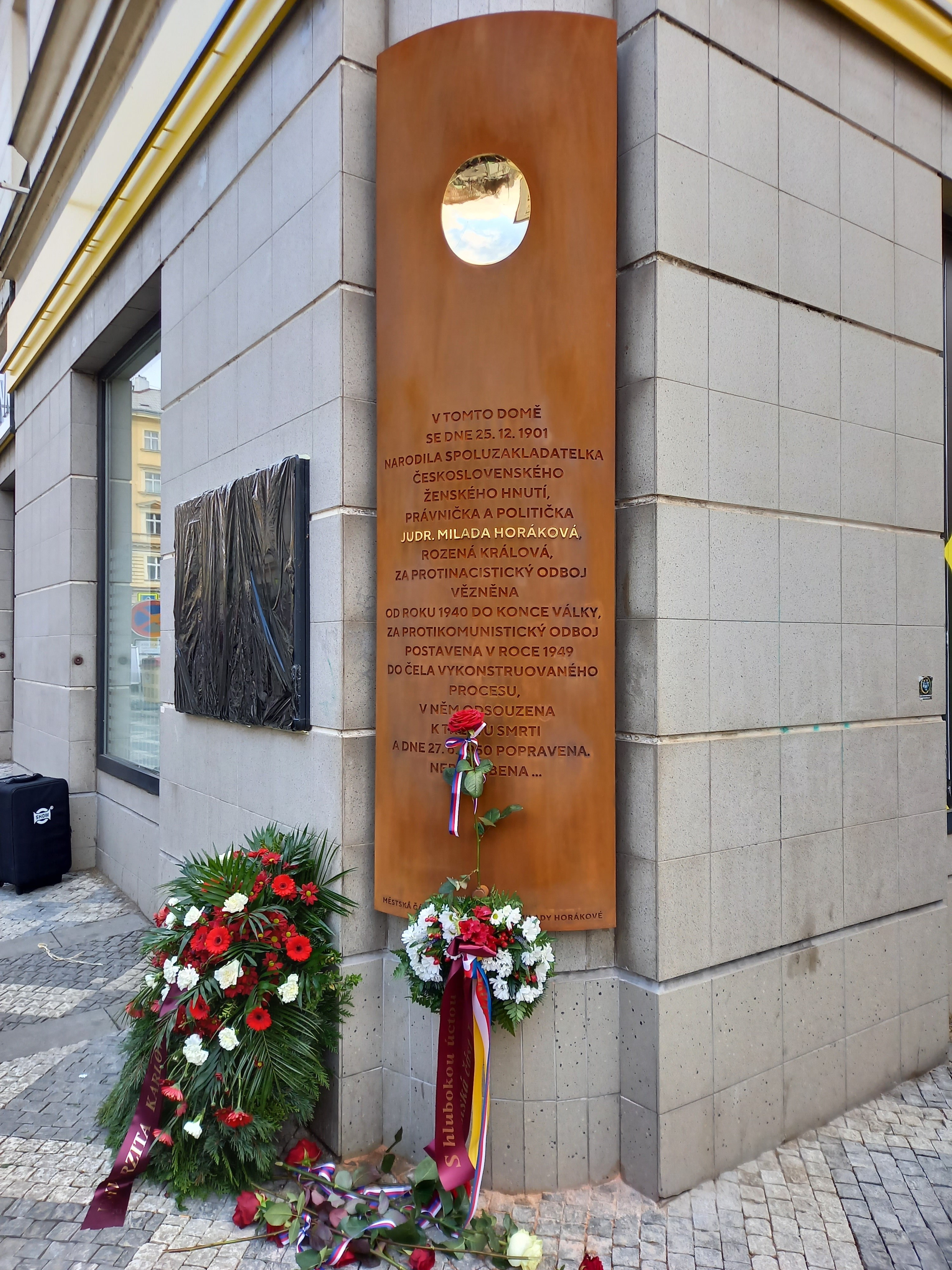
Herdenkingsplaat ter ere van Horáková in de gevel van haar geboortehuis in de wijk Vinohrady te Praag

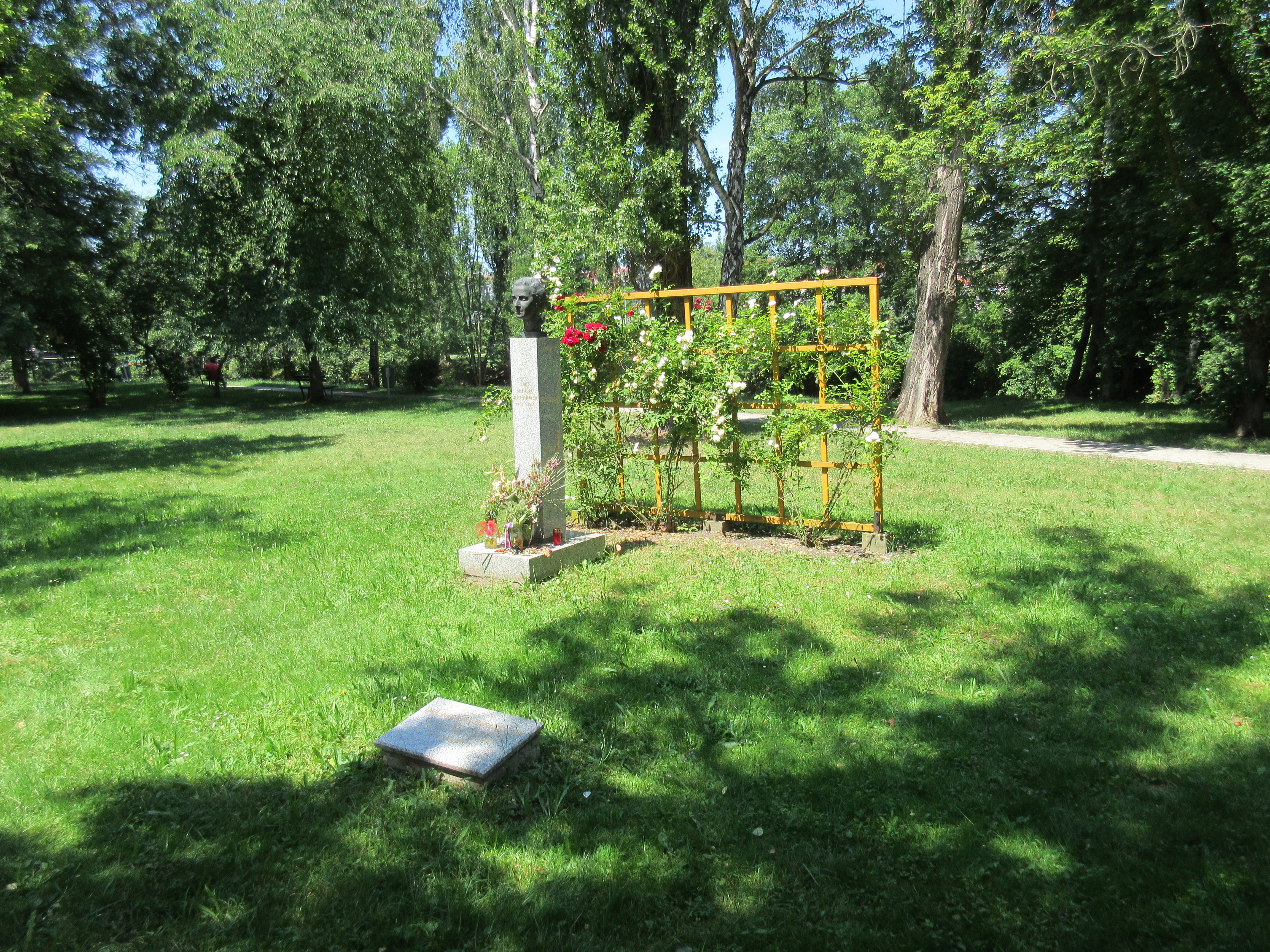
Buste van Horáková in het parkje bij de Heilige Maria Magdalenakerk te Česká Lípa
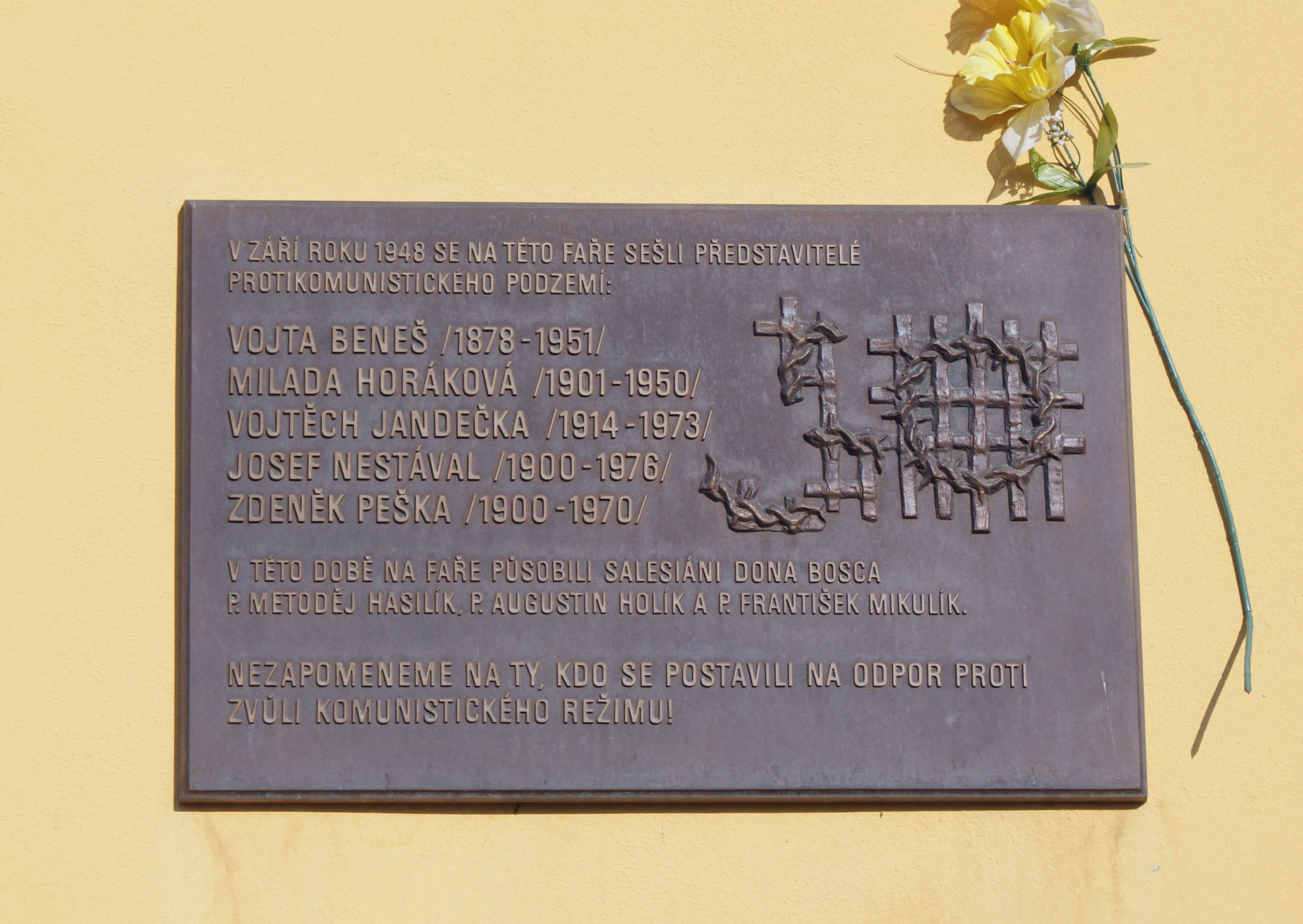
Herdenkingsplaat voor de slachtoffers van het communistische regime aan de pastorie in Vinoř te Praag

## Film
In 2017 bracht de Tsjechische regisseur David Mrnka zijn biografische debuutfilm Milada over het leven van Milada Horáková uit. De rol van Horáková wordt hierin vertolkt door de Israëlische actrice Ayelet Zurer. De rol van Horákovás echtgenoot, Bohuslav Horák, wordt vertolkt door de Amerikaanse acteur Robert Gant.